# 144 (tal)
144 (Ethundredeogfireogfyrre) er:
- Det naturlige tal efter 143, derefter følger 145
- Et heltal
- Kvadrattallet af 12
- Et harshad tal

## Andet
- 144 er 12 dusin som også kaldes et gros.
- 144 er et Fibonacci-tal (det tolvte).

|  | Infoboks uden skabelon Denne artikel har en infoboks dannet af en tabel eller tilsvarende. |